# Graeme Souness
Graeme James Souness (* 6. Mai 1953 in Edinburgh) ist ein schottischer Fußballtrainer und ehemaliger -spieler. Er war Mannschaftskapitän des FC Liverpool, der zu seiner Zeit eine äußerst erfolgreiche Ära bestritt und zu dem er später als Trainer zurückkehrte.

## Karriere als Fußballspieler
Als einer der herausragendsten Spieler seiner Generation gewann Souness in sieben ereignisreichen Spielzeiten an der Anfield Road fünf englische Meisterschaften in der damaligen First Division (ausgespielt unter diesem Namen von 1889 bis 1992), dreimalig den Europapokal der Landesmeister und vier Ligapokale.
Seine Karriere begann Souness bei Tottenham Hotspur unter der Leitung von Bill Nicholson. Schon in jungen Jahren wuchs seine Ungeduld angesichts seiner nur seltenen Gelegenheiten, sich in der ersten Mannschaft zu empfehlen, bis er Nicholson deutlich machte, dass er sich selbst für den besten Spieler im Verein halte und demnach in die Startformation gehöre.
Souness hatte vor seinem Wechsel nach Middlesbrough im Jahr 1973 nur einmal gespielt, bevor er dann zu einem hochgeschätzten und bei den Gegnern gefürchteten Mittelfeldspieler wurde und während seines fünfjährigen Engagements zu einem Führungsspieler reifte. Im Jahr 1974 debütierte er für die schottische Fußballnationalmannschaft und besiegte das Team der DDR mit 3:0.
Nach dem Gewinn des ersten Landesmeister-Pokals im Jahr 1977 suchte Liverpool intensiv nach Verstärkungen, um für die nationale und internationale Titelverteidigung gewappnet zu sein. Unter den drei schottischen Neuverpflichtungen, befand sich nach Alan Hansen und Kenny Dalglish dann auch Souness, der von Manager Bob Paisley im Januar 1978 für 350.000 britische Pfund verpflichtet wurde. Diese drei Spieler sollten in der Folgezeit das Rückgrat der kommenden Jahre in Liverpool stellen.
Souness gewöhnte sich in Liverpool schnell ein und die Mannschaft gewann erneut den europäischen Landesmeistertitel. Er kam jedoch bis zum Halbfinale nicht zum Einsatz, war aber im Finale im Wembley-Stadion gegen den FC Brügge maßgeblich am einzigen Treffer des Spiels beteiligt, als er die Vorarbeit zum entscheidenden Tor von Dalglish besorgte.
Im gleichen Sommer wurde er von Ally McLeod für den schottischen Kader der WM 1978 in Argentinien berufen. Zu dieser Zeit hatte er nur sechs Länderspiele absolviert und eine Verletzung verhinderte seinen Einsatz in den ersten zwei Gruppenspielen gegen Peru und den Iran. Nach einer Niederlage und einem Remis in diesen Spielen wurde sein Einsatz in der entscheidenden letzten Gruppenbegegnung gegen die Niederlande als unverzichtbar angesehen. Der notwendige Sieg mit drei Toren Differenz wurde jedoch mit 3:2 knapp verfehlt.
Im darauffolgenden Jahr gewann Souness seine erste englische Meisterschaft mit Liverpool und verteidigte diesen Titel unmittelbar im Jahr 1980. Als Liverpool 1981 den Meistertitel an Aston Villa verlor, gewann das Team den Ligapokal und im Finale gegen Real Madrid den bereits dritten Landesmeisterpokal; Souness gelang dabei im Viertelfinale gegen ZSKA Sofia ein Hattrick.
Paisley entschied sich im Sommer 1981 dafür, das Amt des Mannschaftskapitäns von Phil Thompson auf Souness zu übertragen, der diese Maßnahme durch den Gewinn der englischen Meisterschaft und des Ligapokals rechtfertigte. Souness nahm an der WM 1982 in Spanien teil und spielte in allen drei Gruppenbegegnungen – gegen Neuseeland, Brasilien und die UdSSR. Ihm gelang sein erstes Länderspieltor im Spiel gegen die UdSSR, was aber nicht verhinderte, dass Schottland nach der Vorrunde aus dem Turnier ausschied.
Ebenfalls im Jahr 1982 hatte Souness einen Cameo-Auftritt in einem Film der BBC, Boys from the Blackstuff, wo er sich selbst spielte.
Im anschließenden Jahr gewann Liverpool erneut sowohl die englische Meisterschaft als auch den Ligapokal. Nach dem Gewinn des Ligapokals verzichtete Souness auf sein Recht, den Pokal als Kapitän entgegenzunehmen und ließ seinem Trainer Paisley nach dessen letztem Spiel als Verantwortlicher den Vortritt.
1984 errang Souness drei weitere Titel mit dem erneuten Meistertitel und dem Ligapokal im Finale gegen den Stadtrivalen von der Merseyside, Everton. Nach einem torlosen ersten Spiel, gelang Souness in der Neuauflage durch einen gekonnten Distanzschuss der entscheidende Treffer zum 1:0. Der Europapokal der Landesmeister wurde durch einen Finalsieg im Elfmeterschießen gegen den AS Rom sichergestellt. Kurz danach wechselte Souness, der schon häufiger seinen Wunsch nach einem Auslandsengagement bekundet hatte, für eine Ablöse von 650.000 Pfund zu Sampdoria Genua. Seine Spielerkarriere in Liverpool endete damit nach 358 Einsätzen und 56 Toren.
Souness blieb in Italien zwei Jahre, wobei seine internationale Karriere zu diesem Zeitpunkt seinem Ende entgegenging. Der damalige schottische Interimstrainer Alex Ferguson nominierte Souness für den Kader der WM 1986 in Mexiko und Souness absolvierte zwei Gruppenspiele gegen Dänemark und Deutschland, von denen Schottland beide verlor und somit erneut vorzeitig ausschied. Im Spiel gegen Uruguay, eine Mannschaft, die gleichermaßen gegen Ball und Gegner trat, musste Souness verletzungsbedingt passen.
Souness schoss das einzige Tor in einem legendären Vorbereitungsspiel zu dieser Weltmeisterschaft gegen England – nach nur zwei weiteren Länderspielen war seine internationale Karriere mit insgesamt 54 Einsätzen und vier Toren in nahezu zwölf Jahren beendet.

## Trainerlaufbahn
Souness wechselte im April 1986 zu den Glasgow Rangers als Spielertrainer. Sein gelegentlich rüdes Einsteigen im Zweikampfverhalten, das Paisley in seiner Liverpooler Zeit in der Regel unter Kontrolle hatte, wurde dort zu einem Problem. Bereits in seinem ersten Spiel für die Rangers wurde er nach zwei überharten Fouls des Feldes verwiesen, und kassierte in dieser letzten Saison als Spieler noch eine Handvoll weitere rote Karten.
Prägend für den weiteren Verlauf der Rangers war die Philosophie von Souness, neuerdings auch ausländische Spieler für den Verein zu gewinnen. Er verpflichtete einige englische Spieler mit dem Ziel, dass eine Mannschaft, die höhere Ziele erreichen möchte, auch qualitativ gute Spieler jenseits der Nationalität benötigt. Schottische Spieler hatten bereits zuvor häufig südlich der Grenze gespielt, aber englische Spieler in Schottland waren eine Rarität, bevor Souness bei den Rangers die sportliche Verantwortung besaß.
Souness kaufte den Verteidiger Terry Butcher von Ipswich Town und machte ihn zum Mannschaftskapitän, zudem den Torwart Chris Woods und weitere englische Fußballer. Sein wohl kontroversester Einkauf war dessen ungeachtet ein Schotte – Mo Johnston war ein geschickter und anerkannter Stürmer, aber auch ein Katholik. Johnston war zudem ein Anhänger und ehemaliger Spieler der Celtics, der traditionell aus dem katholischen Umfeld stammenden Stadtrivalen. Trotz offen bekundeter Feindseligkeiten von Celtics-Anhängern gelang Johnston diese Umstellung, und er schoss eine Reihe von Toren für seinen neuen Verein.
Die Rangers gewannen unter Souness zwei Meisterschaften der schottischen Premier League sowie vier schottische Ligapokale, bevor dieser im Jahr 1990 nach Liverpool zurückkehrte und den zuvor zurückgetretenen Dalglish als Manager beerbte.
Seine vier Jahre dort waren ereignisreich für Souness. Neben einigen Erfolgen, wie beispielsweise dem Sieg im Finale des FA Cups 1992 gegen Sunderland, musste er auch einige Kritik für Entscheidungen in den Bereichen Taktik und Transferpolitik einstecken und persönliche Krisen überstehen.
Souness musste sich 1992 einer Herzoperation unterziehen, saß aber nur wenige Tage nach seiner Entlassung aus dem Krankenhaus während des FA-Cup-Finals auf der Trainerbank. Dennoch hatten die Unstimmigkeiten bereits im Halbfinale gegen Portsmouth begonnen.
Das Spiel selbst musste nach einem Remis in der ersten Begegnung wiederholt werden und endete mit Liverpools Sieg im Elfmeterschießen. Ein Interview mit Souness, in dem er sowohl den Einzug ins Finale als auch seine erfolgreiche Operation feierte, sollte am kommenden Tag in einer Zeitung veröffentlicht werden. Das Bild, das mit dem Artikel veröffentlicht werden sollte, zeigte einen fröhlichen Souness, der seine Freundin küsste und seine Erfolge feierte.
Das Interview war für die Veröffentlichung am 14. April 1992, gemeinsam mit der Spielanalyse, geplant, aber aufgrund der späten Spielentscheidung wurde die Deadline verpasst, so dass der Artikel gemeinsam mit dem Foto stattdessen am 15. April gedruckt wurde – am dritten Jahrestag der Hillsborough-Katastrophe. Die Liverpooler reagierten verärgert, als sie ihren Manager an diesem Gedenktag an die 96 Opfer ausgelassen feiernd sahen. Sie waren zudem wütend über die Tatsache, dass das Interview in der Zeitung The Sun erschien – eine Boulevardzeitung, welche angesichts der negativen Berichterstattung nach der Katastrophe von den Fans seither boykottiert wurde. Souness entschuldigte sich mehrfach und meinte später, er hätte damals zurücktreten sollen.
Er gesundete vollständig von seiner Herzoperation und blieb bis 1994 in Liverpool. Nach einer Niederlage im FA Cup gegen Bristol City wurde er dann durch Roy Evans ersetzt. Er wechselte in die Türkei zu Galatasaray Istanbul und geriet erneut in eine kontroverse Situation, als er nach dem Sieg im Finale des türkischen Pokals gegen Fenerbahçe Istanbul eine Galatasaray-Fahne inmitten des Spielfelds des Fenerbahçe-Stadions platzierte und somit die gegnerischen Fans offen provozierte. Erwähnenswert bleibt, dass er seit dieser Aktion einen Heldenstatus bei den Galatasaray-Fans genießt.
Souness kehrte nach England zurück, um Southampton zu betreuen. Nach Differenzen mit dem dortigen Vorsitzenden Rupert Lowe gab er dieses Amt aber wieder auf. Er ging nach Italien zu Torino Calcio, wo er jedoch nur vier Monate verweilte. Sein nächstes kurzzeitiges Intermezzo war der Verein Benfica Lissabon in Portugal.
Anschließend kehrte er nach England zurück. Mit den Blackburn Rovers gelang ihm in seiner ersten Saison der Aufstieg in die Premier League, und 2002 der Gewinn des Ligapokals. Souness verließ 2004 Blackburn, um bei Newcastle United anzuheuern, wo er bis zu seiner Entlassung im Februar 2006 als Trainer beschäftigt war. Zudem ist er häufig in den Medien (Sky Sports) als Experte gefragt.

## Weitere Aktivitäten und Privates
Souness schrieb 1985 eine Autobiografie mit dem Titel „No Half Measures“. 1999 folgte mit „Souness: The Management Years“ ein weiteres Buch, in dem er schwerpunktmäßig seine Trainerkarriere bis einschließlich zu seiner Zeit in Southampton beleuchtet.
Am 17./18. Juni 2023 durchschwamm Souness als Teilnehmer einer Sechs-Personen-Staffel den Ärmelkanal, um damit eine Million Pfund an Spenden einzuwerben, die für die Behandlung eines 14-jährigen Kindes mit Epidermolysis bullosa benötigt wurden.
Souness hat eine Tochter.

## Erfolge als Spieler
- Europapokalsieger der Landesmeister: 1978, 1981, 1984
- Englischer Meister: 1979, 1980, 1982, 1983, 1984
- Englischer Ligapokalsieger: 1981, 1982, 1983, 1984
- Community-Shield-Sieger: 1979, 1980, 1982
- Coppa-Italia-Sieger: 1985

## Erfolge als Trainer
- FA-Cup-Sieger: 1992
- Englischer Ligapokalsieger: 2002
- Schottischer Meister: 1987, 1989, 1990
- Schottischer Pokalsieger: 1987, 1988, 1990, 1991
- Türkischer Pokalsieger: 1996